# Liko-s
LIKO-S, a.s. je česká výrobní a stavební firma se sídlem ve Slavkově u Brna. Vyrábí montované interiérové příčkové systémy pro kanceláře, akustické stropní podhledy a různé stavební prvky či chytrá řešení pro úsporu energií na vytápění a chlazení staveb.

## Vznik a rozvoj
Jedná se o rodinnou firmu, v roce 1994 ji založil Libor Musil. Již předtím, v roce 1992, založil společnost Audo Rockfon, která později přešla pod Liko-s. Původně se měla jmenovat Likos, tento název již však byl zaregistrovaný. Jedná se o zkratku ze slov Libor, kovovýroba a Slavkov. Ve firmě pracují i zakladatelova manželka, děti a zeť. K roku 2014 měla kolem 200 zaměstnanců, k roku 2018 již zhruba 250 zaměstnanců, k roku 2019 přes 270 zaměstnanců a roční obrat 850 milionů korun (z toho 350 milionů představoval export).
V roce 2014 byla společnost vyhlášena Rodinnou firmou roku v soutěži vyhlašované Asociací malých a středních podniků a živnostníků České republiky (AMSP ČR), v témže ročníku získala i Cenu veřejnosti. Odborná porota firmu vybrala na základě ekonomických kritérií, ocenila také „způsob řízení firmy a pokrokovou firemní filozofii“ a rovněž „neutuchající úsilí, s jakým se majiteli firmy podařilo z malé firmy, která koupila halu cukrovaru, vypracovat na jednoho z evropských lídrů ve své oblasti“. V roce 2020 byla firma oceněna v rámci soutěže společnosti Deloitte jako jedna z nejlépe řízených společností v České republice.
V roce 2016 zakladatel firmy získal od Nadace Partnerství Cenu Josefa Vavrouška za významný ekologický počin.

## Areál firmy
V roce 2015 společnost ve svém areálu postavila Liko-Noe, organickou kancelářskou budovu vývojového centra s podzemní laboratoří. Jednalo se o experimentální dřevostavbu opláštěnou svislými zahradami, kterou navrhlo architektonické studio Fránek Architekti (Zdeněk Fránek). Byla navržena jako energeticky soběstačná, využívající výhradně energie získané z přírodních zdrojů, a současně schopná zachytit a opakovaně použít veškerou vodu v ní použitou. V rámci soutěže Zasedačka roku získala titul Zdravá kancelář.
Firma se intenzivně zabývá inovacemi. Např. v březnu 2017 získala 3. místo v soutěži Nadace Partnerství „Pro vodu“ projekt hospodaření s dešťovými vodami ve výrobním areálu Liko-s. V únoru 2019 Libor Musil uvedl, že společnost spolupracuje s ČVUT a Mendelovou univerzitou na čtyřletém projektu, v jehož průběhu se měří teploty v areálu firmy, aby se zjistilo, jak zelená plocha na stěnách či střechách budov dokáže uchladit své okolí.
V červnu 2019 firma slavnostně otevřela pod záštitou ministra životního prostředí výrobní halu Liko-Vo, představovanou jako „první živou halu na světě“. Autorem byl opět architekt Zdeněk Fránek. Podle záměru byla hala na zastavěné ploše 1423 m2 pokryta zelenou střechou i zelenou fasádou a také do interiéru bylo zakomponováno množství rostlin. Celkově byla osazena 244 tisíci rostlinami, v areálu pak bylo vysazeno dalších 165 stromů a keřů. Stavba byla oficiálně zahájena v říjnu 2018, hlavní stavební práce probíhaly od února 2019. Stála 60 milionů korun, zhruba dvojnásobek oproti obdobné hale bez speciálních technologií. Ekonomickou návratnost investice majitel odhadoval na desítky let, pokud vůbec, podle vlastních slov však pro něj nebyla prioritou.